# اگیلی
اگیلی (به فرانسوی: Éguilly) یک کمون در فرانسه با جمعیت ۶۳ نفر است که در Canton of Pouilly-en-Auxois واقع شده‌است.